# Magomed Tolbojev
Magomed Tolbojev (rusko Магомед Омарович Толбоев), ruski kozmonavt, vojaški pilot in preizkusni pilot, * 20. januar 1951.
Tolbojev je bil preizkusni pilot raketoplana Buran. Za svoje dosežke je prejel naziv heroj Ruske federacije.